# Lijst van rijksmonumenten in Maastricht/Kleine Gracht
Een overzicht van de 20 rijksmonumenten in de stad Maastricht gelegen aan of bij de Kleine Gracht.
| Object                                                                                          | Oorspronkelijke functie? | Bouwjaar                         | Architect | Locatie          | Coördinaten?                  | Nr.?   | Afbeelding                                                                |
| ----------------------------------------------------------------------------------------------- | ------------------------ | -------------------------------- | --------- | ---------------- | ----------------------------- | ------ | ------------------------------------------------------------------------- |
| Huis met lijstgevel en koetspoort.                                                              | Gebouw                   | eerste helft 18e eeuw            |           | Kleine Gracht 3B | 50° 51' 10" NB, 5° 41' 35" OL | 27193  | Meer afbeeldingen                                                         |
| Huisje met lijstgevel.                                                                          | Woonhuis                 | 18e eeuw                         |           | Kleine Gracht 15 | 50° 51' 9" NB, 5° 41' 33" OL  | 27194  | Meer afbeeldingen                                                         |
| Huis met brede lijstgevel.                                                                      | Gebouw                   | derde kwart 18e eeuw             |           | Kleine Gracht 16 | 50° 51' 10" NB, 5° 41' 34" OL | 27195  | Meer afbeeldingen                                                         |
| Huis met lijstgevel.                                                                            | Woonhuis                 | tweede kwart 19e eeuw            |           | Kleine Gracht 17 | 50° 51' 9" NB, 5° 41' 33" OL  | 27196  | Meer afbeeldingen                                                         |
| Huis met brede lijstgevel.                                                                      | Gebouw                   | derde kwart 18e eeuw             |           | Kleine Gracht 18 | 50° 51' 10" NB, 5° 41' 33" OL | 27197  | Meer afbeeldingen                                                         |
| Huis met brede lijstgevel.                                                                      | Woonhuis                 | laatste kwart 18e eeuw           |           | Kleine Gracht 20 | 50° 51' 10" NB, 5° 41' 33" OL | 27198  | Meer afbeeldingen                                                         |
| Huis met brede lijstgevel.                                                                      | Woonhuis                 | laatste kwart 18e eeuw           |           | Kleine Gracht 22 | 50° 51' 9" NB, 5° 41' 32" OL  | 27199  | Meer afbeeldingen                                                         |
| Huis met voorgevel in de trant der zgn. Maaslandse renaissance.                                 | Woonhuis                 | 17e eeuw                         |           | Kleine Gracht 26 | 50° 51' 9" NB, 5° 41' 31" OL  | 27200  | Meer afbeeldingen                                                         |
| Huis met lijstgevel.                                                                            | Woonhuis                 | 1718                             |           | Kleine Gracht 28 | 50° 51' 9" NB, 5° 41' 31" OL  | 27201  | Meer afbeeldingen                                                         |
| Huis met lijstgevel.                                                                            | Woonhuis                 | eerste helft 18e eeuw            |           | Kleine Gracht 29 | 50° 51' 8" NB, 5° 41' 31" OL  | 27202  | Meer afbeeldingen                                                         |
| Huis met lijstgevel in Lodewijk XV-stijl.                                                       | Woonhuis                 |                                  |           | Kleine Gracht 30 | 50° 51' 9" NB, 5° 41' 30" OL  | 27203  | Meer afbeeldingen                                                         |
| Huis met aan de straatgevel drie doorgaande pilasters, die een hoofdgestel met consoles dragen. | Woonhuis                 | derde kwart 17e eeuw             |           | Kleine Gracht 31 | 50° 51' 8" NB, 5° 41' 31" OL  | 27204  | Meer afbeeldingen                                                         |
| Huis met brede gepleisterde lijstgevel.                                                         | Gebouw                   | laatste kwart 18e eeuw           |           | Kleine Gracht 32 | 50° 51' 8" NB, 5° 41' 30" OL  | 27205  | Meer afbeeldingen                                                         |
| Huis met gepleisterde lijstgevel.                                                               | Woonhuis                 |                                  |           | Kleine Gracht 33 | 50° 51' 8" NB, 5° 41' 30" OL  | 27206  | Meer afbeeldingen                                                         |
| Huis met lijstgevel.                                                                            | Woonhuis                 | 17e eeuw (huis) / 18e eeuw (pui) |           | Kleine Gracht 35 | 50° 51' 8" NB, 5° 41' 30" OL  | 27207  | Meer afbeeldingen                                                         |
| Huis met brede lijstgevel.                                                                      | Gebouw                   | eerste helft 18e eeuw            |           | Kleine Gracht 36 | 50° 51' 8" NB, 5° 41' 30" OL  | 27208  | Meer afbeeldingen                                                         |
| Huis met lijstgevel, in de trant der zgn. Maaslandse renaissance.                               | Woonhuis                 | 17e eeuw                         |           | Kleine Gracht 37 | 50° 51' 8" NB, 5° 41' 30" OL  | 27209  | Meer afbeeldingen                                                         |
| Huis met lijstgevel.                                                                            | Woonhuis                 | 18e eeuw                         |           | Kleine Gracht 40 | 50° 51' 8" NB, 5° 41' 29" OL  | 27210  | Meer afbeeldingen                                                         |
| Huis met lijstgevel.                                                                            | Woonhuis                 | 1728                             |           | Kleine Gracht 42 | 50° 51' 7" NB, 5° 41' 29" OL  | 27211  | Meer afbeeldingen                                                         |
| Herenhuis in neo-renaissance-stijl, gebouwd in opdracht van C. Houtappel.                       | Woonhuis                 | 1891                             |           | Kleine Gracht 1  | 50° 51' 10" NB, 5° 41' 36" OL | 506713 | Herenhuis in neo-renaissance-stijl, gebouwd in opdracht van C. Houtappel. |